# Смурфики (серіал, 1981)
«Смерфики» (об'єднані як «Пригоди Смерфиків») — анімаційний комедійний фантастичний дитячий телесеріал, який спочатку транслювався на NBC з 12 вересня 1981 року по 2 грудня 1989 року та тривав вісім років. Створений Hanna-Barbera Productions на однойменному бельгійському серіалі коміксів, створеному бельгійським художником-мультиплікатором Пейо (який також був автором сюжету цієї адаптації) і випущений у 258 епізодах із загальною кількістю історій 419, за винятком трьох епізодів з відритою розв'язкою та семи спеціальних.

## Історія
У 1976 році Стюарт Р. Росс, американський медіа підприємець, який побачив Смурфиків під час подорожі Бельгією, уклав угоду з Editions Dupuis та Peyo, придбавши права на персонажів на розповсюдження у Північній Америці, оригінальна назва яких була «les Schtroumpfs». Згодом Росс запустив Smurfs у Сполучених Штатах Америки за співпраці з каліфорнійською компанією Wallace Berrie and Co., чиї статуетки, ляльки та інші товари для смурфів мали величезний успіх. Донька президента NBC Фреда Сільвермана, Мелісса, мала власну ляльку Смурфа, яку він купив для неї в магазині іграшок, коли вони відвідували Аспен, штат Колорадо. Сілверман подумав, що серіал, заснований на Смурфиках, міг би стати гарним доповненням до його суботнього ранку.
Суботній ранковий мультфільм «Смурфики», створений компанією Hanna-Barbera Productions за співпраці з SEPP International SA (з 1981 по 1987 рік) та Lafig SA (у 1988 і 1989 роках), дебютував на NBC о 8:30 ранку в 1981 році. Серіал став великим успіхом для мережі (один із небагатьох хітів, що виникли в епоху Фреда Сільвермана) і одним із найуспішніших та найтриваліших суботніх ранкових мультфільмів в історії телебачення, породивши сім додаткових телевізійних спеціальних випусків, майже щорічно. Серед персонажів були Папа Смурф, Смурфетта, Розумний Смурф, злий Гаргамель, його кіт Азраель, а також Йохан та його друг Півіт. «Смурфики» були кілька разів номіновані на премію «Денна Еммі» та виграли «Найкращий дитячий розважальний серіал» у 1982—1983 роках.
У 1989 році вже знімали дев'ятий сезон мультсеріалу, що загалом налічував вже понад 200 серій. Це надзвичайна рідкість, коли більшість мультфільмів зникали після двох сезонів та 22 епізодів (це також значно перевищувало типовий 65-епізодний прокат перших серій телесеріалу). Прагнучи придумати нові ідеї, щоб зберегти шоу цікавим та новим, NBC змінив формат шоу, взявши деяких зі смурфів із лісу та вийшовши за межі містечка смурфів. Ці зміни були адаптовані до формату втраченого часу, подібного до «Тунелю часу» (у той самий час на NBC був дуже популярним серіал «Квантовий стрибок», що йшов у прайм-тайм, сценаристи якого також використовували формат подорожей у часі). Шоу тривало до кінця сезону, транслюючи останній оригінальний епізод 2 грудня 1989 року на NBC. Після десятиліття успіху NBC згодом скасував «Смурфиків» разом з іншими суботніми ранковими мультфільмами, щоб звільнити з 9 квітня 1990 року місце для іншого блоку програм, що йшли у прямому ефірі. Остання повторна трансляція «Смурфиків» відбулася на NBC 25 серпня 1990 року. Загальна кількість окремих 11-хвилинних та 20-хвилинних мультфільмів у всій серії телесеріалу склала 425.

## Епізоди
| Сезони   | Епізоди | Епізоди | Трансляція      | Трансляція        |
| Сезони   | Епізоди | Епізоди | Перший ефір     | Останній ефір     |
| -------- | ------- | ------- | --------------- | ----------------- |
| 1        | 26      | 26      | 12 вересня 1981 | 5 грудня 1981     |
| 2        | 35      | 35      | 18 вересня 1982 | 5 березня 1983    |
| 3        | 33      | 33      | 17 вересня 1983 | 26 листопада 1983 |
| 4        | 28      | 28      | 15 вересня 1984 | 15 грудня 1984    |
| 5        | 24      | 24      | 14 вересня 1985 | 7 грудня 1985     |
| 6        | 36      | 36      | 13 вересня 1986 | 29 листопада 1986 |
| 7        | 36      | 36      | 19 вересня 1987 | 5 грудня 1987     |
| 8        | 16      | 16      | 10 вересня 1988 | 29 жовтня 1988    |
| 9        | 24      | 24      | 9 вересня 1989  | 2 грудня 1989     |
| Specials | 7       | 7       | 19 червня 1981  | 13 грудня 1987    |

## Озвучка та персонажі
- Чарлі Адлер — природний «Нат» Смурфінг (1985—1988)
- Джек Енджел — Чарівник Хомнібус
- Марлен Арагон — додаткові голоси (1982)
- Боб Арбогаст — додаткові голоси (1986, 1989)
- Льюїс Аркетт — додаткові голоси (1987)
- Рене Обержонуа — додаткові голоси (1987, 1989)
- Джеред Барклі — додаткові голоси (1982—1984, 1989)
- Ед Беглі молодший — додаткові голоси (1984, в титрах не вказаний)
- Бернард Беренс — додаткові голоси (1984)
- Майкл Белл — Буркотливий Смурф, Хенді Смурф, Ледачий Смурф, Йохан (1982—1987), Гаргамель (9-й сезон), додаткові голоси
- Грегг Бергер — додаткові голоси (1987, 1989)
- Люсіль Блісс — Смурфетта
- Сьюзен Блю — Няня Смурф (1988), Пансі
- Соррел Бук — додаткові голоси (1988)
- Пітер Брукс — додаткові голоси (1986)
- Грег Берсон — додаткові голоси (1982)
- Рут Баззі — додаткові голоси (1984, 1989)
- Вільям Каллавей — Незграбний Смурф, Художник Смурф, додаткові голоси
- Джої Кемен — природний смурф (1983—1984)
- Hamilton Camp — Gredy Smurf, Harmony Smurf, Woody, додаткові голоси
- Роджер С. Кармел — додаткові голоси (1986)
- Вікторія Керролл — додаткові голоси (1986)
- Мері Джо Кетлетт у ролі мадам Хільдегард («Зупинись і йди, смурфики», 1987)
- Вільям Крістофер — Ангел Смурф
- Філіп Л. Кларк — додаткові голоси (1982—1984)
- Селетт Коул — додаткові голоси (1987)
- Таунсенд Коулман — додаткові голоси (1989)
- Генрі Корден — Драко («Чарівний фонтан», 1982)
- Регіс Кордік — додаткові голоси (1982)
- Тенді Кронін — додаткові голоси (1984, немає в титрах)
- Пітер Каллен — Зевс (1989), додаткові голоси (1983—1984, 1987, 1989)
- Браян Каммінгс — додаткові голоси (1989)
- Джим Каммінгс — Султан солодощів (1989)
- Кін Кертіс — лорд Бальтазар
- Дженніфер Дарлінг — принцеса Сабіна, додаткові голоси (1982, 1989)
- Лео Де Ліон — додаткові голоси (1986)
- Баррі Деннен — додаткові голоси (1988—1989)
- Бронвен Дентон- Девіс — додаткові голоси (1986)
- Патті Дойч — Bignose, додаткові голоси (1984—1986)
- Річард Дайсарт — додаткові голоси (1984, в титрах не вказаний)
- Вокер Едмістон — додаткові голоси (1981—1984)
- Маршалл Ефрон у ролі Неакуратного Смурфа
- Пол Ейдінг — додаткові голоси (1986—1987)
- Дік Ердман — додаткові голоси (1981—1982, 1984, 1987)
- Бернард Ерхард — Тимбер Смурф
- Джун Форей — Джокі Смурф, Mother Nature, додаткові голоси
- Пет Фрейлі — Таффі Смурф, додаткові голоси (1984, 1989)
- Стів Франкен — додаткові голоси (1984, в титрах не вказаний)
- Тереза Ганзель — додаткові голоси (1989)
- Лінда Гері — Дама Барбара, Хлоргідріс (усі епізоди, крім спеціального «Мій Смурфик Валентин»)
- Дік Готьє — Вулі Смурф
- Джоан Гербер — Прісцилла (1983), Говагга Маріонетка («Лялька Снеппі», 1987), додаткові голоси (1982—1984, 1986—1987, 1989)
- Генрі Гібсон — додаткові голоси (1984)
- Ед Гілберт — додаткові голоси (1989)
- Петті Глік — додаткові голоси (1984)
- Денні Голдман — Мозкавий Смурф
- Баррі Гордон — Gamemaster, додаткові голоси (1985)
- Джой Грдніч — додаткові голоси (1982)
- Ернест Харада — додаткові голоси (1984, 1989)
- Філ Гартман — додаткові голоси (1982, 1985—1987, 1989)
- Боб Голт — Добрий Король (1982—1983)
- Джеррі Хаузер — Ripple (1987), Tebuli the Genie (1989)
- Джон Інгл — додаткові голоси (1987)
- Роберт Іто — додаткові голоси (1989)
- Тоні Джей — Мерлін (1989)
- Арте Джонсон — Диявол Смурф
- Марвін Каплан — Гурді (1986)
- Зейл Кесслер — додаткові голоси (1982, 1984, 1987)
- Арон Кінкейд — додаткові голоси (1987—1988)
- Кіп Кінг — кравець Смурф
- Пол Кірбі — додаткові голоси (1981—1982)
- Клайд Кусацу — додаткові голоси (1989)
- Роббі Лі — додаткові голоси (1984, 1989)
- Рута Лі — Евелін (1987), Морґана (1989)
- Кейті Лі — Деніза (1988)
- Майкл Лембек — додаткові голоси (1987—1988)
- Мерилін Лайтстоун — додаткові голоси (1984)
- Кей Люк — додаткові голоси (1989)
- Аллан Лурі — додаткові голоси (1983—1984, 1988)
- Джим МакДжордж — додаткові голоси (1989)
- Норма Макміллан — Бренда (1983)
- Тресс Мак-Нілл — Сільвія, додаткові голоси (1982, 1989)
- Петті Мелоні — Blue Eyes (1984)
- Денні Манн — додаткові голоси (1982)
- Кеннет Марс — Король Буллраш, Джуліус Гізер (1989), додаткові голоси (1981—1982, 1984—1986, 1988—1989)
- Мона Маршалл — Плаксивий Смурф, Дзвіночок (1982), Андрія (1983)
- Аманда МакБрум — Хлоргідріс (спеціальний «Мій Смурфик Валентин»), додаткові голоси (1982)
- Чак Макканн — додаткові голоси (1989)
- Еді Макклерг — додаткові голоси (1984, в титрах не указано)
- Сінді Макгі — додаткові голоси (1988, в титрах не указана)
- Джулі МакВіртер у ролі Смурфика (1983—1989), Sassette Smurfling (1985—1989)
- Джозеф Г. Медаліс — додаткові голоси (1984, в титрах не вказаний)
- Аллан Мелвін — додаткові голоси (1984—1985, 1987)
- Дон Мессик — Татко Смурф, Азраель, Мрійливий Смурф, Читтер, хворий смурф (1983), додаткові голоси
- Сідні Міллер — додаткові голоси (1986—1987)
- Ларрі Мосс — додаткові голоси (1983—1984)
- Дженіс Мотоіке — додаткові голоси (1989)
- Пет Музік — Стрімкий Смурфлінг (1985—1989)
- Френк Нельсон у ролі Носи Смурфа, Додаткові голоси (1982)
- Ноель Норт — Slouchy Smurfling (1985—1988)
- Алан Оппенгеймер — Марнославний Смурф, додаткові голоси
- Патриція Перріс — Жолудь
- Роб Полсен — Марко Смурф (1985), додаткові голоси (1985—1987, 1989)
- Клер Пек — додаткові голоси (1982)
- Вік Перрен — додаткові голоси (1984, в титрах не вказаний)
- Діан Першинг — додаткові голоси (1982, 1988)
- Патрік Пінні — додаткові голоси (1982)
- Генрі Полік II — Смурф-слідопит, додаткові голоси (1982, 1987, 1989)
- Філіп Проктор у ролі короля Жерара
- Клайв Ревілл — додаткові голоси (1989)
- Роберт Ріджлі — додаткові голоси (1982, 1986, 1988)
- Ніл Росс — додаткові голоси (1987)
- Джо Раскін — додаткові голоси (1986—1987)
- Вілл Райан — Слайм
- Майкл Рай — Морлок, додаткові голоси (1982, 1986)
- Роберт Сарлатт — додаткові голоси (1982)
- Вільям Шаллерт — додаткові голоси (1984, в титрах не вказаний)
- Ронні Шелл — Смурф- репортер, Смурф-жартівник (початкові епізоди 1-го сезону), додаткові голоси (1982, 1985, 1987—1988)
- Мерилін Шреффлер — додаткові голоси (1982)
- Ейвері Шрайбер — додаткові голоси (1985, 1987)
- Франклін Сілз — додаткові голоси (1989)
- Сьюзен Сайло — Петалума, додаткові голоси (1986, 1989)
- Гел Сміт — Сладж, додаткові голоси (1982—1987)
- Кет Соусі — Аделла («Зупинись і йди, Смурфики», 1987), Алі Бебі (1989)
- Джон Стівенсон — Злий Чорт і Дух Стародавніх Тролів («Танцювальні туфельки Смурфетти», 1981), додаткові голоси (1981, 1984, 1987)
- Кріс Стівенс — додаткові голоси (1984—1985)
- Александра Стоддарт — додаткові голоси (1984, 1986)
- Андре Стойка — додаткові голоси (1987)
- Ді Стреттон — додаткові голоси (1982)
- Джордж Такеї — додаткові голоси (1989)
- Марк Тейлор — додаткові голоси (1986)
- Рассі Тейлор — Смугл (1988—1989), Бренда (1986), додаткові голоси (1982—1984, 1986)
- Сьюзен Толскі — додаткові голоси (1987)
- Фред Травалена — додаткові голоси (1981, 1986)
- Ле Тремен — додаткові голоси (1987, в титрах не вказаний)
- Марсело Туберт — додаткові голоси (1989)
- Бренда Ваккаро — Скрупл (1986—1989), архітектор Смурф
- Джанет Волдо — Хогата
- Рей Волстон — додаткові голоси (1986)
- Пеггі Волтон- Вокер — додаткові голоси (1985—1986)
- Б. Дж. Ворд — Гермес, додаткові голоси (1982, 1989)
- Пеггі Веббер у ролі Елдерберрі
- Ленні Вайнріб у ролі товсторогого
- Френк Велкер — Заводний Смурф, Півіт (1982—1987), Поет Смурф, Щеня (1985—1988), Дикий Смурф (1987—1989), Немезіда (1988), Піщана людина, додаткові голоси
- Пол Вінчелл — Гаргамель (1981—1988), «Лекотливий смурф»
- Джонатан Вінтерс — дідусь Смурф (1986—1989)
- Франсін Віткін у ролі Леді Удачі («Невезучі смурфики», 1987)
- Андерсон Вонг — додаткові голоси (1989)
- Майкл Вонг — додаткові голоси (1989)
- Алан Янг — Фермер Смурф, Шахтар Смурф, Страшний Смурф, додаткові голоси
- Ліннан Загер — додаткові голоси (1988, в титрах не указана)

## Виробництво
Зйомки телесеріалу виконували на майданчиках Wang Film Productions / Cuckoo's Nest Studios і лише для 7-го сезону на Toei Animation .

### Використання класичної музики
Смурфики були відомі своїм частим використанням класичної музики як музичного фону або теми для певних подій. Серед іншого у серіалі «Смурфики», були використані наступні музичні твори:
- Ісаак Альбеніс, Suite española, «Asturias»
- Йоганн Себастьян Бах, Brandenburg Concerto No. 2, BWV 1047, Allegro moderato
- Йоганн Себастьян Бах, Клавірні концерти Й. С. Баха No. 5, BWV 1056, Arioso. Largo
- Йоганн Себастьян Бах, Orchestral Suite No. 3, BWV 1068, Gavotte
- Людвіг ван Бетховен, Соната для фортепіано № 8 (Бетховен), перше використання
- Людвіг ван Бетховен, Соната для фортепіано № 14 (Бетховен), третя частина
  - Наведені вище дві мелодії часто використовуються в сценах, де Смурфики знаходяться в небезпеці, або які іншим чином мають значну драматичну напругу.
- Людвіг ван Бетховен, Piano Sonata No. 23 (Appassionata), перше використання
- Людвіг ван Бетховен, Симфонія № 1, перше використання
- Людвіг ван Бетховен, Симфонія № 6 (Pastoral), перша і четверта частини
- Людвіг ван Бетховен, Симфонія № 9 (Choral), друга частина
- Hector Berlioz, Symphonie fantastique, друга частина
- Léon Boëllmann, Suite gothique, Toccata
- Олександр Бородін, Половецькі танці, п'ятий танець: «Хлопчачий танок» (у драматичних моментах)
- Йоганнес Брамс, Колискова (Брамс)
- Антон Брукнер, Симфонія № 2, третя частина
- Клод Дебюссі, Prélude à l'après-midi d'un faune
- Клод Дебюссі, Prelude Book 2 No. 6, Général Lavine — eccentric
- Поль Дюка, The Sorcerer's Apprentice
- Едвард Елгар, Урочисті і церемоніальні марші №. 1 («Земля Надії і Слави»)
- Едвард Елгар, The Wand of Youth, Suite No. 1
- Сезар Франк, Симфонія ре мінор, перша та друга частинаs
- Едвард Гріг, Пер Ґінт: «Ранковий настрій» та «У печері гірського короляg»
  - «Ранковий настрій» часто можна почути, коли з'являється матінка-природа
- Едвард Гріг, Lyric Suite, «March of the Dwarfs»
- Альберт Кетельбей, «На перському ринку»
- Лев Кніппер, Cavalry of the Steppes
- Золтан Кодай, Háry János Suite
- Ференц Ліст, Hungarian Rhapsody No. 2, Friska (episode «Harmony Steals the Show»)
- Ференц Ліст, Piano Concerto No. 1
- Ференц Ліст, Totentanz
- Ференц Ліст, Transcendental étude No. 6, «Vision»
- Фелікс Мендельсон, Пісні без слів
- Фелікс Мендельсон, Марш Мендельсона (episode «The Three Smurfketeers»)
- Вольфганг Амадей Моцарт, The Magic Flute
- Вольфганг Амадей Моцарт, The Marriage of Figaro
- Вольфганг Амадей Моцарт, Симфонія № 35 in D major, K.385 «Haffner», 4th movement, «The Smurflings» episode (just a very slowed down version)
- Вольфганг Амадей Моцарт, Симфонія № 40 in G minor, K.550, 1st movement, (episode «The Haunted Smurfs»)
- Modest Mussorgsky, Pictures at an Exhibition: Gnomus, Tuileries, Gargamel's theme variation about 1.5 minutes in, and a scene segue part about 10 minutes in, are used in the cartoon.[9]
- Мусоргський Модест Петрович, Night on the Bare Mountain
- Прокоф'єв Сергій Сергійович, Симфонія № 1 («Classical»): Gavotta
- Прокоф'єв Сергій Сергійович, Romeo and Juliet
- Прокоф'єв Сергій Сергійович, Peter and the Wolf
- Прокоф'єв Сергій Сергійович, Lieutenant Kijé
- Прокоф'єв Сергій Сергійович, Scythian Suite
- Sergei Rachmaninov, Prelude in G minor
- Maurice Ravel, Gaspard de la nuit: Le gibet
- Nikolai Rimsky-Korsakov, Scheherazade (introducing theme for Gargamel)
- Nikolai Rimsky-Korsakov, The Snow Maiden: Dance of the Tumblers
- Nikolai Rimsky-Korsakov, The Golden Cockerel
- Nikolai Rimsky-Korsakov, Flight of the Bumblebee
- Gioachino Rossini, William Tell Overture
- Camille Saint-Saëns, Симфонія № 3 («Organ»), перше використання
- Франц Петер Шуберт: Rosamunde: Ballet Music No. 2
- Франц Петер Шуберт: Serenade
- Франц Петер Шуберт, Симфонія № 8 («Unfinished»), перше використання, used as Gargamel's theme and used in scenes when the Smurfs are in danger
- Jean Sibelius, Finlandia
- Richard Strauss, Till Eulenspiegels lustige Streiche
- Стравинський Ігор Федорович, The Firebird
- Стравинський Ігор Федорович, The Rite of Spring
- Стравинський Ігор Федорович, Petrushka: Russian Dance
- Чайковський Петро Ілліч, Natha Waltz
- Чайковський Петро Ілліч, Russian Dance
- Чайковський Петро Ілліч, The Nutcracker
- Чайковський Петро Ілліч, The Nutcracker, Reed Flutes (episode «How To Smurf A Rainbow»)
- Чайковський Петро Ілліч, The Seasons: June, August
- Чайковський Петро Ілліч, Swan Lake
- Чайковський Петро Ілліч, Симфонія № 4: Finale (Allegro con fuoco)
- Чайковський Петро Ілліч, Симфонія № 6 («Pathétique»), second theme from перше використання
- Чайковський Петро Ілліч, Romeo and Juliet Fantasy Overture (used in scenes of love)
- Ріхард Вагнер, Die Meistersinger von Nürnberg Overture
- Ріхард Вагнер, The Ring

## Телевізійна синдикація
Півгодинна версія для телевізійної синдикації транслювалася під назвою «Пригоди смурфиків» з 1986 року. Хоча кожен сезон мав свою унікальну початкову пісню під час оригінальної трансляції, синдиковані трансляції зазвичай використовують скорочену версію відкриття четвертого сезону. Наразі синдиковані версії продовжують транслюватися на телеканалі Boomerang .

## Home media

### Регіон 1
Warner Home Video (через Hanna-Barbera Cartoons і Warner Bros. Family Entertainment) випустив повний перший сезон на DVD у двох томах у 2008 році Незважаючи на високі продажі обох наборів, подальші сезони не випускалися. У 2009 році Warner Home Video випустила серію з трьох однодискових випусків «Смурфиків», кожен з яких містив п'ять епізодів другого сезону. У 2011 році планувалося випустити дводисковий DVD із 10 епізодами серіалу, які були вибрані з усього серіалу, натомість він також включав епізоди з другого сезону. Пізніше того ж року було випущено інший DVD із обома спеціальними різдвяними випусками Смурфиків. Невідомо, чи Warner Archive випустить решту повних сезонів шоу (під банером Hanna-Barbera Classics Collection чи ні) на MOD DVD.
У 2020 році HBO Max випустив сезони з першого по четвертий на своїй онлайн-платформі для потокового передавання. Доступні сезони представлені у високій роздільній здатності 1080p .
| Назва DVD | Назва DVD                    | Сезон(и)       | Кількість серій | Дата випуску        | опис |
| --------- | ---------------------------- | -------------- | --------------- | ------------------- | --- |
|           | 1 сезон Том 1                | 1              | 13              | 26 лютого 2008 р    | Цей дводисковий реліз містив перші 19 епізоди першого сезону, нерозрізані та цифрові оновлені, представлені в оригінальній трансляції та порядку. Спеціальні функції включали бонусний епізод «The Smurfs Springtime Special» і музичне відео про Smurfs. |
|           | 1 сезон, том 2               | 1              | 13              | 7 жовтня 2008 р     | Цей дводисковий випуск містив решту 20 епізодів першого сезону, а також одну спеціальну функцію, «Я смурфікую смурфиків». |
|           | Справжні сині друзі          | 2              | 5               | 3 березня 2009 р    | Містить п'ять епізодів другого сезону: «С-тремтячі С-смурфики», «Смурф-відворотник», "Смурф, який не міг сказати «Ні», «Замок з привидами» та «Чорний морозник». Особливості включають розкадровку «Gormandizing Greedy». |
|           | Казки Смурфика               | 2              | 5               | 18 серпня 2009 р    | Містить п'ять епізодів другого сезону: «Останній сміх», «Смурфики в лабіринті», «Загублене місто минулого», «Армія Йохана» та «Хороший, поганий і Смурфик». Особливі функції включають біографії Handy Smurf, Clumsy Smurf, Smurfette та Vanity Smurf. |
|           | Світ Чудес                   | 2              | 5               | 17 листопада 2009 р | Містить п'ять епізодів другого сезону «Всі Смурфі, які закінчують Смурфі», «Найменший велетень», «Смурфики-лунатики», «Пискливий» і «Чарівництво Мальтрочу». Спеціальні функції включають функцію «Знайомство зі Смурфиками», яка показує Жартівника, Розумника та Жадібного, а також пасхальне яйце: якщо глядач натискає на телескоп, він показує щось, що має «рейтинг S для Смурфіка», представлене так, ніби це наука. — художній фільм. Він починається з того, що Дрімі запитує, чи є життя у «зовнішньому смурфі», і показує, як Хефті каже: «У зовнішньому смурфі немає життя», а закінчується диктором, який каже: «Це прийшло із зовнішнього смурфу». Незабаром." Також слід зазначити, що образ Жадібного насправді є образом Кука Смурфа, на якому базується мультиплікаційна версія Жадібного. |
|           | Чарівна пригода смурфа       | 2              | 10              | 19 липня 2011       | Містить 10 двох епізодів сезону «Смурф Ван Вінкл», «Помста Смурфіків», «Чарівний фонтан», «Смурф мені без квітів», «Проклята країна», «Блакитна чума», «Перстень Кастеллака», « Звичайний трюфель», «Жадібна жадоба» та «Сестра Смурфиця». Особливі функції включають Smurf Speak . |
|           | Свято Святкування            | Н/Д            | 2               | 11 жовтня 2011      | Містить різдвяні пропозиції «Настав сезон бути Смурфіками» та «Різдвяні пропозиції про Смурфіків» |
|           | Найкраще з сезонів 1 і 2     | 1, 2           | 24              | 12 березня 2013 р   | Repackage містить перші диски з 1-го сезону, томів 1 і 2, а також наборів A Magical Smurf Adventure . |
|           | Смурфики на допомогу!        | 1, 2           | 6               | 16 липня 2013 р     | Містить один епізод першого сезону та п'ять епізодів другого сезону: «Гоблін із Боулдер-Вуду», «Смурфики-інтернет», «Три смурфкітери», «Це прийшло з зовнішнього Смурфа», «Один хороший смурф заслуговує іншого» та «Небо». це Смурфінг! Небо — це Смурфінг!" |
|           | Смурфтастична подорож        | 1              | 6               | 15 жовтня 2013 р    | Містить шість мультфільмів (вартістю чотирьох епізодів) з першого сезону: «Астросмурф», «Художник і поет», «Смурфікований рай», «Супермурф», «Кошмар Дрімі» та «Усе, що блищить, не смурф». |
|           | Весняні пропозиції Смурфиків | 3 телепередачі | 6               | 21 лютого 2023 р    | Містить три спеціальні телевізійні програми: «Смурфіки навесні», «Мій Смурфик Валентин» і «Смурфик назавжди» |

### Регіон 2
Fabulous Films та Arrow Films випустили перші п'ять сезонів на DVD у Великій Британії. Компанія також випустила фільм «Смурфики та чарівна флейта» на дисках Blu-ray і DVD, а також кілька збірок DVD-дисків, що містять тематичні події з шоу.
| Назва DVD                                         | Серія № | Дата випуску       |
| ------------------------------------------------- | ------- | ------------------ |
| Завершити 1-й сезон                               | 27      | 5 липня 2010 р     |
| Завершити 2-й сезон                               | 24      | 6 вересня 2010 р   |
| Завершити 3-й сезон                               | 31      | 1 липня 2013 р     |
| Завершити 4-й сезон                               | 28      | 1 липня 2013 р     |
| Завершити 5-й сезон                               | 25      | 1 липня 2013 р     |
| Повні сезони 1–5                                  | 135     | 1 грудня 2014 р    |
| Смурфики — чотири фантастичні епізоди про смурфів | 4       | 30 липня 2011 р    |
| Смурфики та чарівна флейта (Blu-ray + DVD)        | 0       | 11 жовтня 2011     |
| Смурфики: «Самий сезон бути Смурфиками».          | 4       | 5 листопада 2011 р |
| The Smurfs: My Smurfy Valentine                   | 4       | 8 січня 2012       |
| Весняний спеціальний фільм «Смурфики».            | 6       | 17 березня 2012 р  |
| Смурфіки: Ігри Смурфіка                           | 7       | 4 червня 2012 р    |
| Смурфіки на Хеллоуїн                              | 6       | 1 жовтня 2012 р    |
| Смурфики: Любов, Смурфетка                        | 6       | 1 липня 2013 р     |
| The Smurfs: Papa Smurf Rocks!                     | 6       | 1 липня 2013 р     |
| Смурфики: карнавал Кубка світу                    | 5       | 23 червня 2014 р   |

Компанія Sony Pictures Home Entertainment оголосила про випуск повної серії з 9-ти сезонів на DVD у Німеччині лише з озвученням німецькою мовою, починаючи з серпня 2011 року.
| Назва DVD                                | Серія №                                                | Дата випуску     |
| ---------------------------------------- | ------------------------------------------------------ | ---------------- |
| Die komplette erste Staffel              | 27                                                     | 4 серпня 2011 р  |
| Die komplette zweite Staffel             | 24                                                     | 4 серпня 2011 р  |
| Die komplette dritte Staffel             | 31                                                     | 14 жовтня 2011 р |
| Die komplette vierte Staffel             | 28                                                     | 14 жовтня 2011 р |
| Die komplette fünfte Staffel             | 25                                                     | 16 серпня 2012 р |
| Die komplette sechste Staffel            | 39                                                     | 16 серпня 2012 р |
| Die komplette siebte Staffel             | 40                                                     | 25 липня 2013 р  |
| Die komplette achte Staffel              | 16 (включаючи 16 додаткових епізодів Йохана та Півіта) | 25 липня 2013 р  |
| Die komplette neunte Staffel             | 26                                                     | 25 липня 2013 р  |
| Колекційне видання (ексклюзив Amazon.de) | 272                                                    | 4 липня 2013 р   |

### Регіон 4
Компанія Magna Home Entertainment випустила різні колекції найкращих томів на DVD.
- «Смурфики та чарівна флейта» було випущено, але в новому «Оригінальному колекційному виданні»[24] з новою упаковкою, випущеному 2 вересня 2011 року.
- Смурфики — Мандрівники в часі (Набір з трьох дисків)[25] було випущено 5 листопада 2008 року.
- Смурфики — Колекція Смурфет (Набір з трьох дисків)[26] було випущено 1 вересня 2009 року.
- Смурфики — Колекція Татко Смурф (Набір з трьох дисків)[27] було випущено 4 листопада 2009 року.
- Смурфики — Колекція обраних (6 дисків Box Set)[28] було випущено 29 червня 2010 року.
- Смурфики — Просто Смурфик 1 (Box Set) (Статуетка БОНУС)[29] було випущено 3 листопада 2010 року.
- Смурфики — Просто Смурфик 2 (Box Set) (Статуетка БОНУС)[30] було випущено 3 листопада 2010 року.
- Смурфики — Просто Смурфик 3 (Box Set) (Статуетка БОНУС)[31] було випущено 1 грудня 2010 року.
- Смурфики — Просто Смурфик 4 (Box Set) (Статуетка БОНУС)[32] було випущено 2 березня 2011 року.
- Смурфики — Повний сезон 1 (3 диски диджипак)[33] і Смурфики — Complete Season 2 (3 Disc Диджипак)[34] були випущені 24 серпня 2011 року.
- Смурфики — Повний сезон 3 (4 диски Диджипак)[35] і Смурфики — Complete Season 4 (4 Disc Диджипак)[36] були випущені 5 жовтня 2011 року.
- Смурфики — Повний сезон 5 (3 диски Диджипак)[37] було випущено 1 грудня 2011 року.
- Смурфики — Повний сезон 6 (5 дисків Диджипак)[38] було випущено 4 січня 2012 року.
- Смурфики — Повний сезон 7 (5 дисків Диджипак),[39] Смурфики — Повний сезон 8 (2 диски диджипак)[40] були випущені 1 серпня 2013 року.
- Смурфики — повний сезон 9 (3 диски Диджипак)[41] було випущено 14 серпня 2013 року.
- Смурфики — Остаточна колекція 1: обмежене видання — Сезони 1–5 (18 дисків Box Set)[42] випущено 24 серпня 2011 року.
- Смурфики — Остаточна колекція 2: обмежене видання — Сезони 6–9 (16 дисків Box Set)[43] випущено 2 листопада 2011 року.

## У масовій культурі
- Мультиплікаційні версії Папи Смурфа та Розумного Смурфа були показані в мультфільмі «Всі зірки на допомогу». Здоровенний Смурф також має нвелику епізодичну роль на початку фільму з іншими Смурфами, з єдиною реплікою: «Хто у дзвіночок смурчив?»
- Смурфетта зображена на рекламному плакаті та обкладинці VHS, але сюжети за її участю не були представлені в спеціальному випуску. Гармоні Смурф взяв участь у невеликому камео, коли гортав сторінки коміксу про Смурфиків .
- У 2009 році Гаргамель та Азраель з'явилися як гості в мультсеріалі Сім'янин.
- Смурфиків часто пародіювали у фільмі «Робоцип», де Денні Голдман повторює свою роль Розумного Смурфа, тоді як Ден Мілано озвучив тата Смурфа, а Сет Грін озвучив Гаргамеля.
- У серії Harvey Birdman, Attorney at Law «Guitar Control» можна побачити, як танк руйнує будинок смурфів.

## Оновлення 2021 року
У 2017 році бельгійські компанії IMPS та Dupuis Audiovisuel почали виробництво оновленого серіалу <i id="mwAs0">«Смурфики»</i> з комп'ютерною анімацією, схожою на «Смурфики: Загублене містечко» . Світова прем'єра оновленого серіалу відбулася 18 квітня 2021 року на каналі OUFtivi RTBF у Бельгії. Прем'єра також відбулася на Nick & Nicktoons у вересні 2021 року в США